# Prosodontus levidentus
Prosodontus levidentus är en rundmaskart. Prosodontus levidentus ingår i släktet Prosodontus och familjen Diplogasteridae. Inga underarter finns listade i Catalogue of Life.